# Championnats d'Europe de roller de vitesse 2018
Navigation
Édition précédente Édition suivante
Les championnats d'Europe de roller course 2018, ont lieu du 18 au 23 août 2018 à Ostende en Belgique.

## Podiums

### Femmes
| Épreuves                    | Or                                                              | Argent                                                            | Bronze                                                  |
| Piste                       | Piste                                                           | Piste                                                             | Piste                                                   |
| --------------------------- | --------------------------------------------------------------- | ----------------------------------------------------------------- | ------------------------------------------------------- |
| 300 m c.l.m                 | Sandrine Tas                                                    | Stien Vanhoutte                                                   | Giorgia Bormida                                         |
| 500 m sprint                | Sandrine Tas                                                    | Laethisia Schimek                                                 | Anke Vos                                                |
| 1 000 m sprint              | Sandrine Tas                                                    | Francesca Lollobrigida                                            | Marine Lefeuvre                                         |
| 10 000 m points-élimination | Francesca Lollobrigida                                          | Luisa Woolaway                                                    | Marine Lefeuvre                                         |
| 15 000 m élimination        | Francesca Lollobrigida                                          | Sandrine Tas                                                      | Mareike Thum                                            |
| 3 000 m relais              | Belgique Sandrine Tas Anke Vos Stien Vanhoutte                  | Italie Francesca Lollobrigida Giulia Lollobrigida Giorgia Bormida | Allemagne Mareike Thum Jenny Peissker Laethisia Schimek |
| 500 m sprint par équipe     | Italie Francesca Lollobrigida Giorgia Bormida Benedetta Rossini | Belgique Sandrine Tas Anke Vos                                    | Espagne Sheila Posada Maite Ancin Maialen Oñate         |
| Route                       |                                                                 |                                                                   |                                                         |
| 200 m c.l.m                 | Sandrine Tas                                                    | Benedetta Rossini                                                 | Stien Vanhoutte                                         |
| un tour de sprint           | Sandrine Tas                                                    | Francesca Lollobrigida                                            | Laethisia Schimek                                       |
| 10 000 m points             | Sandrine Tas                                                    | Francesca Lollobrigida                                            | Maite Ancin                                             |
| 20 000 m élimination        | Francesca Lollobrigida                                          | Mareike Thum                                                      | Maite Ancin                                             |
| Longue distance             |                                                                 |                                                                   |                                                         |
| 42 195 m                    | Chloé Geoffroy                                                  | Laura Lorenzato                                                   | Maite Ancin                                             |

### Hommes
| Épreuves                    | Or                                                                      | Argent                                            | Bronze                                           |
| Piste                       | Piste                                                                   | Piste                                             | Piste                                            |
| --------------------------- | ----------------------------------------------------------------------- | ------------------------------------------------- | ------------------------------------------------ |
| 300 m c.l.m                 | Simon Albrecht                                                          | Ioseba Fernandez                                  | Mathias Vosté                                    |
| 500 m sprint                | Simon Albrecht                                                          | Michel Mulder                                     | Mathias Vosté                                    |
| 1 000 m sprint              | Mathias Vosté                                                           | Diogo Marreiros                                   | Quentin Giraudeau                                |
| 10 000 m points-élimination | Daniel Niero                                                            | Diogo Marreiros                                   | Ruurd Dijkstra                                   |
| 15 000 m élimination        | Daniel Niero                                                            | Quentin Giraudeau                                 | Diogo Marreiros                                  |
| 3 000 m relais              | Italie Daniel Niero Duccio Marsili Daniele Di Stefano Giuseppe Bramante | Portugal Miguel Bravo David Pedro Diogo Marreiros | Pays-Bas Luc Ter Haar Ronald Mulder Kay Schipper |
| 500 m sprint par équipe     | Espagne Ioseba Fernandez Patxi Peula                                    | Pays-Bas Ronald Mulder Michel Mulder              | Belgique Indra Médard Mathias Vosté              |
| Route                       |                                                                         |                                                   |                                                  |
| 200 m c.l.m                 | Ioseba Fernandez                                                        | Michel Mulder                                     | Ron Pucklitzsch                                  |
| un tour de sprint           | Ioseba Fernandez                                                        | Ronald Mulder                                     | Michel Mulder                                    |
| 10 000 m points             | Daniel Niero                                                            | Patxi Peula                                       | Crispijn Ariens                                  |
| 20 000 m élimination        | Patxi Peula                                                             | Daniel Niero                                      | Felix Rijhnen                                    |
| Longue distance             |                                                                         |                                                   |                                                  |
| 42 195 m                    | Bart Swings                                                             | Patxi Peula                                       | Crispijn Ariens                                  |

## Tableau des médailles
- Pays organisateur

| Rang  | Nation    | Or | Argent | Bronze | Total |
| ----- | --------- | -- | ------ | ------ | ----- |
| 1     | Belgique  | 9  | 3      | 5      | 17    |
| 2     | Italie    | 8  | 8      | 1      | 17    |
| 3     | Espagne   | 4  | 3      | 4      | 11    |
| 4     | Allemagne | 2  | 2      | 5      | 9     |
| 5     | France    | 1  | 1      | 3      | 5     |
| 6     | Pays-Bas  | 0  | 4      | 5      | 9     |
| 7     | Portugal  | 0  | 3      | 1      | 4     |
| Total | Total     | 24 | 24     | 24     | 72    |

## Sources
- Résultats des Championnats d'Europe, sur le site officiel.